# Liechtenstein aux Jeux olympiques d'hiver de 2018
La participation du Liechtenstein aux Jeux olympiques d'hiver de 2018 à Pyeongchang en Corée du Sud, du 9 au 25 février 2018 constitue la dix-neuvième participation du pays à des Jeux olympiques d'hiver. La délégation liechtensteinoise est composée de trois athlètes engagés dans deux disciplines, le ski de fond et le ski alpin.
Le Liechtenstein remporte durant ces Jeux olympiques la dixième médaille olympique de son histoire, et la première depuis 1988, par l'intermédiaire de la skieuse alpine Tina Weirather qui décroche le bronze dans l'épreuve du Super-G, en se classant derrière la Tchèque Ester Ledecká et l'Autrichienne Anna Veith.

## Participation
Aux Jeux olympiques d'hiver de 2018, les athlètes de l'équipe de Liechtenstein participent aux épreuves suivantes : 
| Sport       | Hommes | Femmes | Total |
| ----------- | ------ | ------ | ----- |
| Ski alpin   | 1      | 1      | 2     |
| Ski de fond | 1      | 0      | 1     |
| Total       | 2      | 1      | 3     |

## Récompenses

### Médaille
| Sport                   | Discipline     | Athlète(s)     | Performance   | Date       |
| Médailles de bronze : 1 |                |                |               |            |
| Ski alpin               | Super-G femmes | Tina Weirather | 1 min 21 s 22 | 17 février |

## Compétitions

### Ski de fond
| Athlète       | Épreuve         | Classique     | Classique | Libre         | Libre | Total             | Total         | Total |
| Athlète       | Épreuve         | Temps         | Rang      | Temps         | Rang  | Temps             | Écart         | Rang  |
| ------------- | --------------- | ------------- | --------- | ------------- | ----- | ----------------- | ------------- | ----- |
| Martin Vögeli | 15 km classique | NC            | NC        | NC            | NC    | 36 min 57s        | +3 min 13 s 1 | 52e   |
| Martin Vögeli | 30 km skiathlon | 44 min 55 s 5 | 57        | 41 min 12 s 7 | 59    | 1 h 26 min 08 s 2 | +9 min 48 s 2 | 59e   |